# Hředle (Rakovníki járás)
Hředle település Csehországban, Rakovníki járásban. Hředle Třeboc, Řevničov, Krušovice, Mutějovice és Krupá településekkel határos. Lakosainak száma 597 fő (2024. január 1.).

## Népesség
A település lakosságának változását az alábbi diagram mutatja:
| Lakosok száma | 819  | 880  | 1219 | 847  | 632  | 564  | 598  | 599  | 585  | 597  |
|               | 1869 | 1890 | 1921 | 1950 | 1980 | 2001 | 2017 | 2019 | 2022 | 2024 |